# 暗門

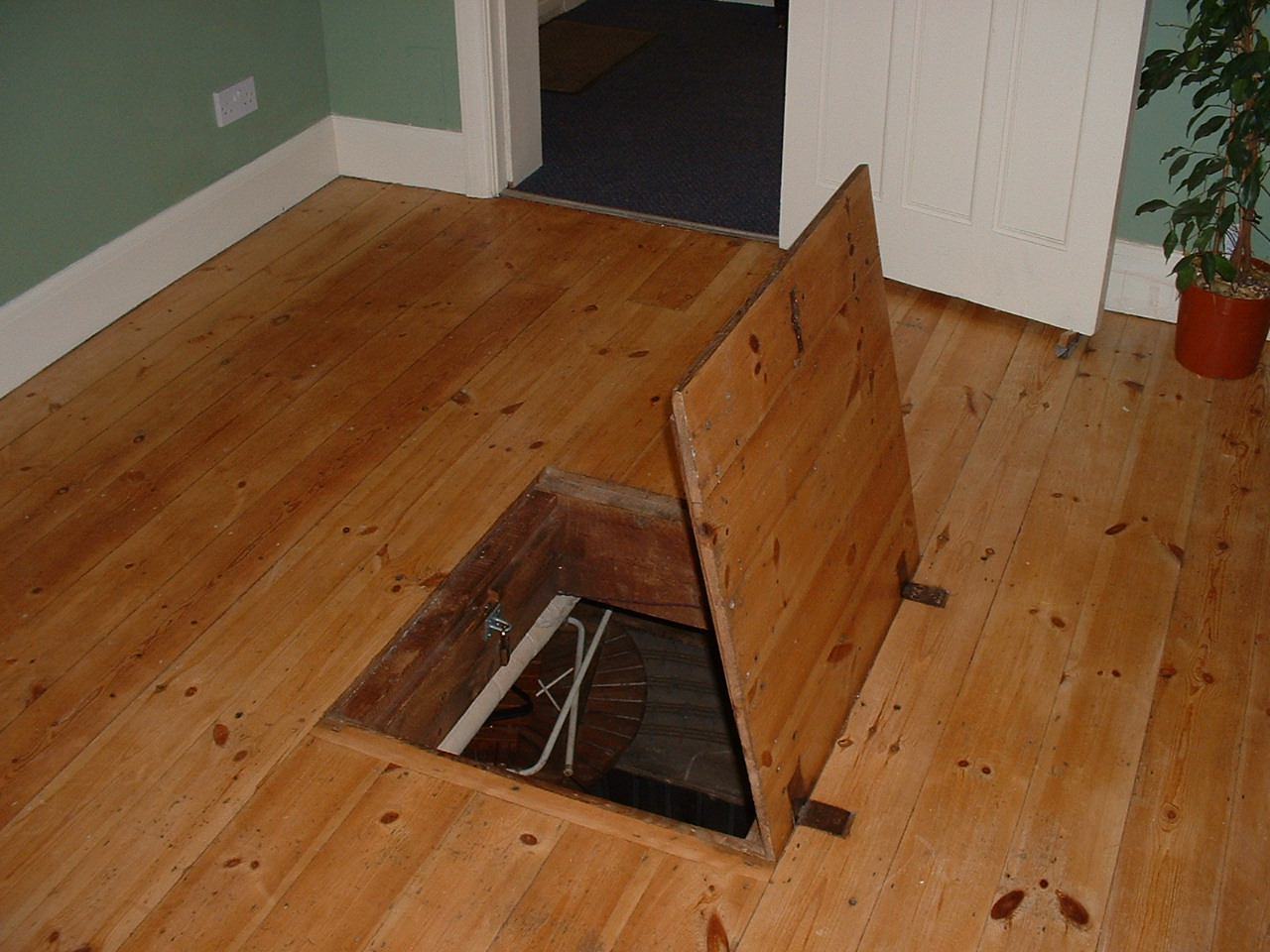
一個暗門

暗門（trapdoor）又称活门、活板门，是與地板、屋頂、劇院舞台或天花板的表面齊平，以滑動或鉸接開啟的門。汉语对于不同情境有不同的描述语；例如，若是在屋顶或车顶，可称为天窗；若是在地面或通道，可称为地板门、井盖门。
暗門的開口也可以是在一個壁上但表面並不齊平。設置暗門的目的是讓一般知情的使用者视察牆壁、地板或天花板後面的設備，因此暗門又可以被稱為艙口或檢修門。